# Adrienne de Cardoville
‘Adrienne de Cardoville’ est un cultivar de rosier Bourbon obtenu en 1864 par le rosiériste lyonnais Guillot père (1803-1882). Il porte le nom d'un personnage du roman à succès d'Eugène Sue, Le Juif errant, paru en 1844-1845. Cette rose ancienne est toujours cultivée et elle figure dans de nombreux catalogues d'amateurs de roses à l'aspect romantique. On peut notamment l'admirer à l'Europa-Rosarium de Sangerhausen en Allemagne et à la roseraie du Val-de-Marne, près de Paris.

## Description
Il s'agit d'un rosier présentant des fleurs très doubles (26-40 pétales) rose tendre,, de taille moyenne (150 cm x 150 cm) et de forme bien globuleuse. Sa floraison est remontante.
Sa zone de rusticité est de 5b à 10b ; il supporte donc bien les froids prononcés à -20° et la chaleur. Il a besoin d'une situation ensoleillée. Il est toujours apprécié pour sa couleur délicate, sa forme en coupe et son parfum subtil.

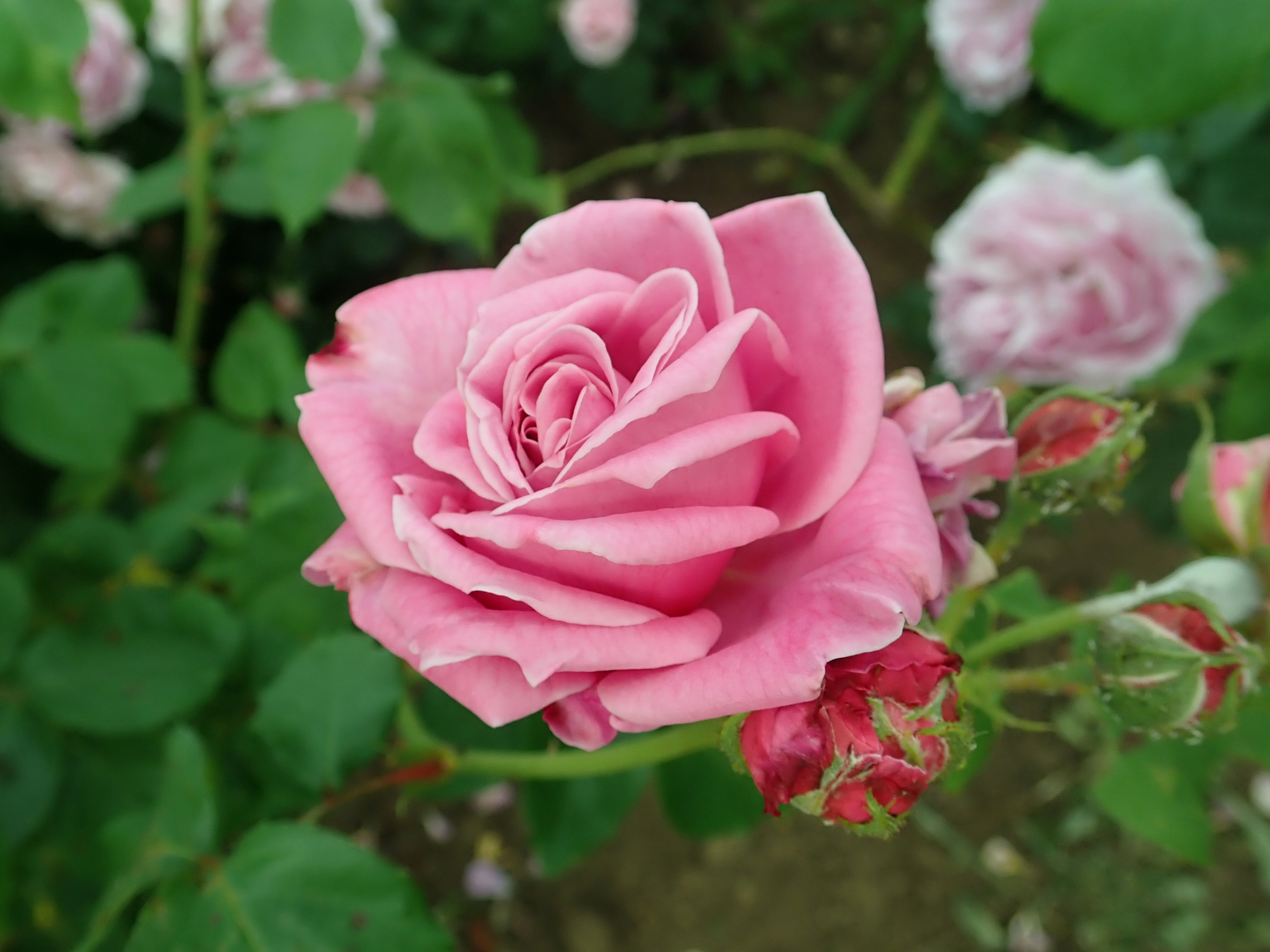
Rose 'Adrienne de Cardoville'.
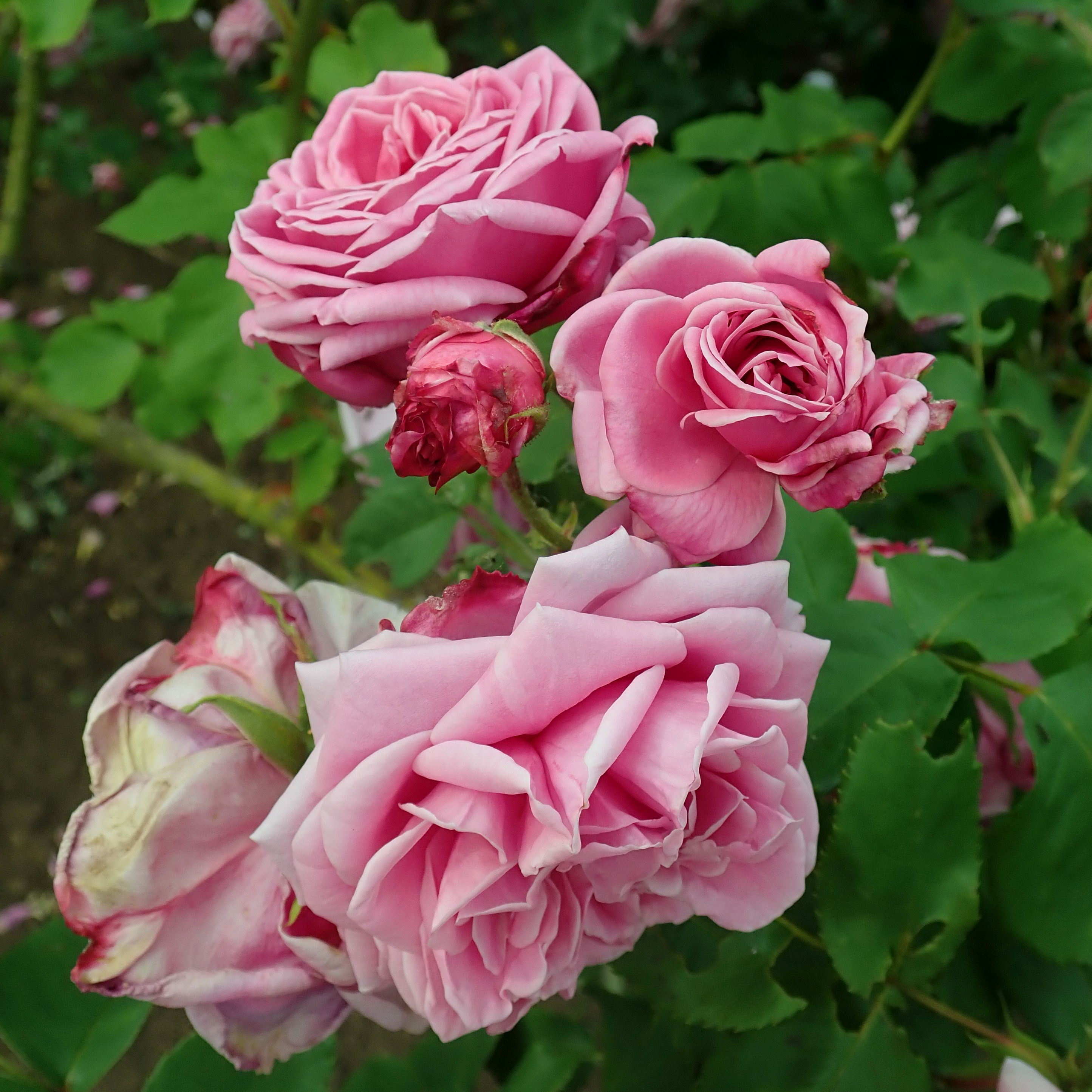
Floraison début juin.
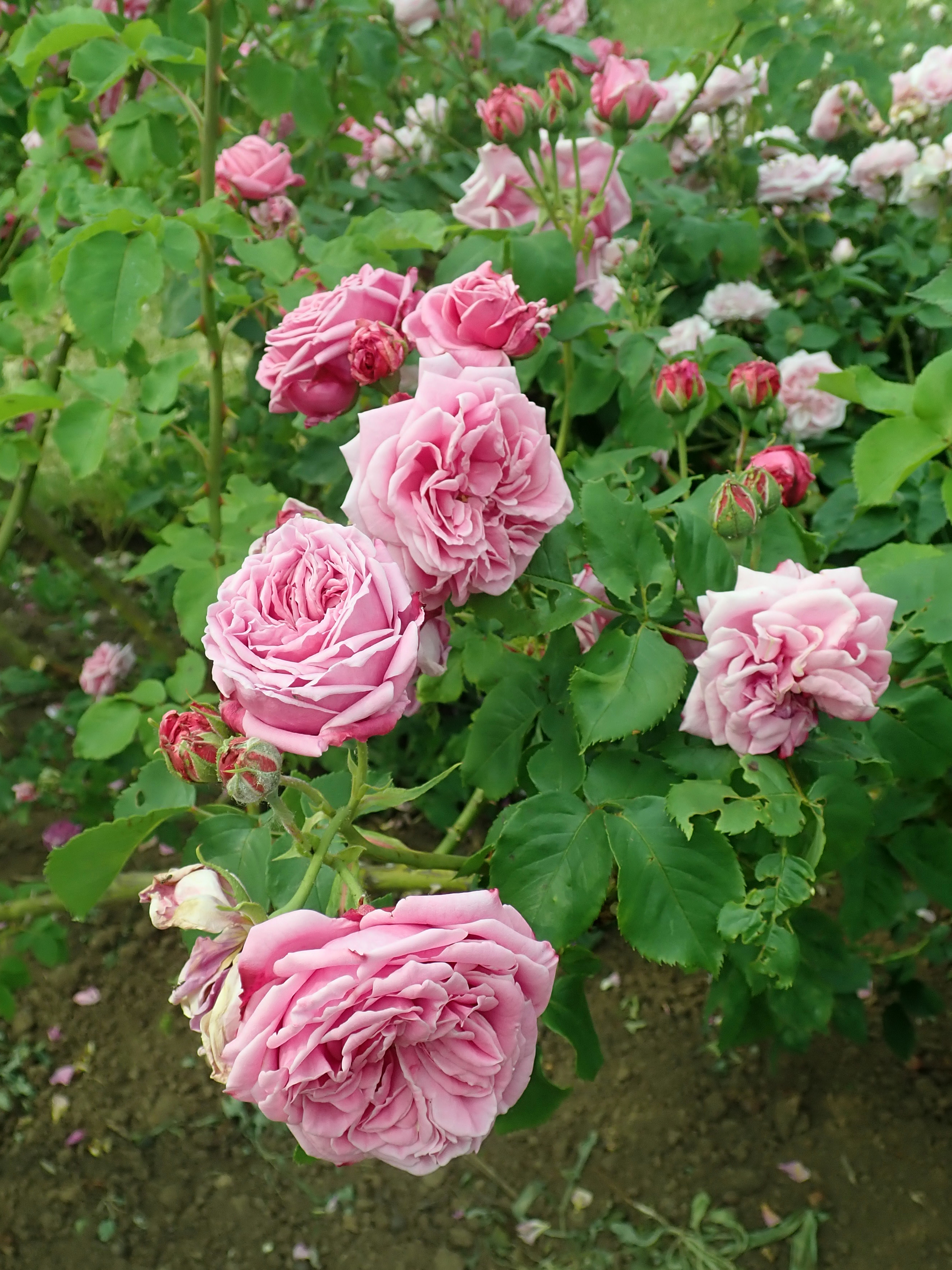
Buisson.